# Oglala Lakota County
Oglala Lakota County, före 2015 Shannon County, är ett administrativt område i delstaten South Dakota, USA, med 13 586 invånare. Countyt har ingen officiell huvudort. Som administrativ ort fungerar Hot Springs som är administrativ huvudort i det närbelägna Fall River County.
Badlands nationalpark ligger i countyt. I mars 2015 beslutade delstatens lagstiftande församling efter en folkomröstning i november 2014 att byta countyts namn från Shannon County till Oglala Lakota County. Det tidigare namnet hedrade domaren Peter C. Shannon. Namnbytet trädde officiellt i kraft 1 maj 2015.
Oglala Lakota county är det enda county i South Dakota där konsumtion av alkohol är förbjudet.

## Geografi
Enligt United States Census Bureau har countyt en total area på 5 430 km². 5 423 km² av den arean är land och 7 km² är vatten.

### Angränsande countyn
- Pennington County - nord
- Jackson County - nordost
- Bennett County - öst
- Sheridan County, Nebraska - syd
- Dawes County, Nebraska - sydväst
- Fall River County - väst
- Custer County - nordväst

### Orter

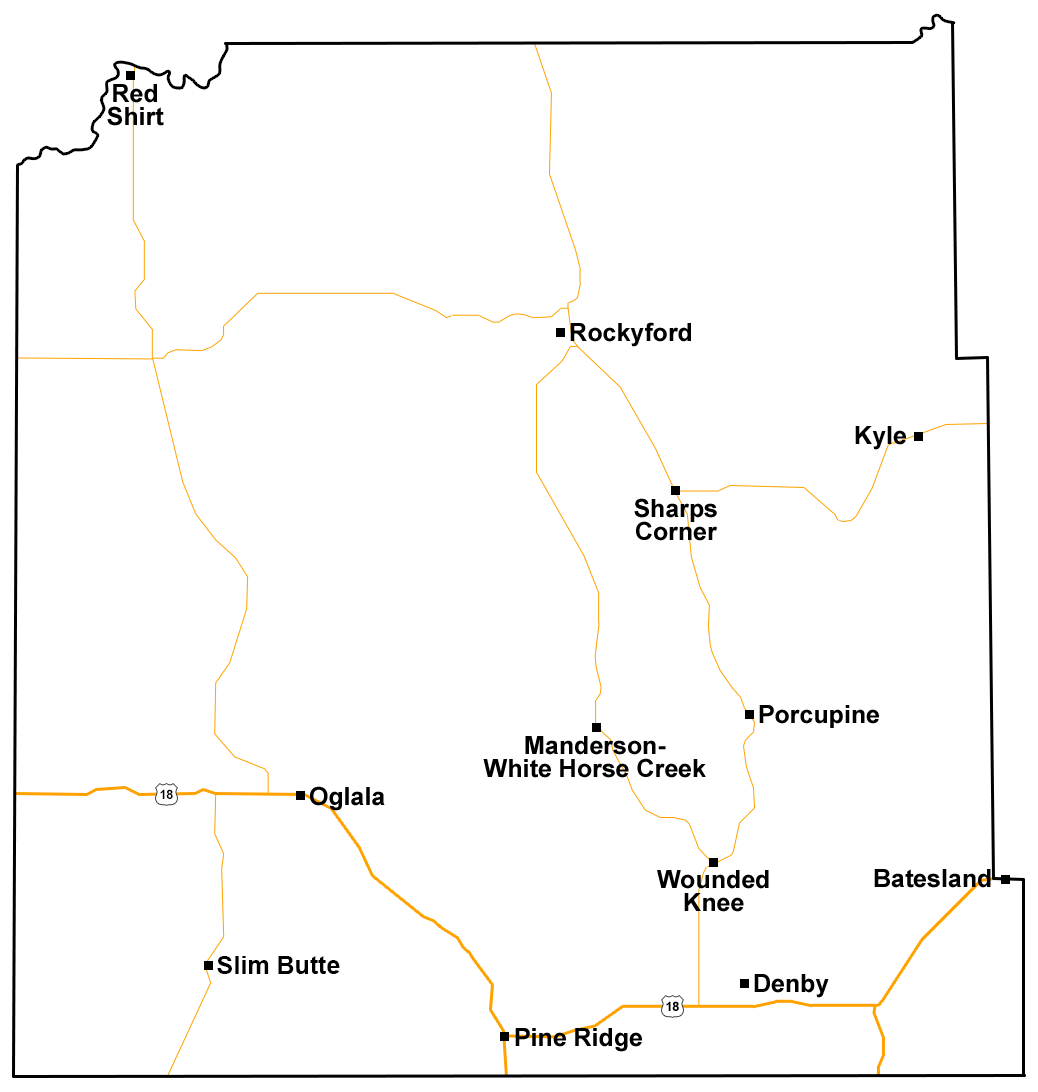
Karta över platser inom Oglala Lakota County

- Batesland
- Kyle
- Manderson-White Horse Creek
- Oglala
- Pine Ridge
- Porcupine
- Wounded Knee